# USS S-51 (SS-162)
USS S-51 (SS-162) — американская дизель-электрическая подводная лодка 4-й группы класса «S» межвоенного периода.
Подлодка была спущена на воду в 1921 году. Спустя четыре года S-51 затонула около острова Блок после столкновения с пароходом. Из тридцати шести членов экипажа спастись удалось лишь троим.

## Постройка
S-51 была заложена 22 декабря 1919 года на верфи компании Lake Torpedo Boat в Бриджпорте. Церемония спуска на воду состоялась 20 августа 1921 года. Крестной матерью корабля стала миссис Р. Миллз. Вступила в строй 24 июня 1922 года под командованием лейтенанта У. Хааса.

## Служба
Подлодка базировалась в Нью-Лондоне. 1 июля 1922 года S-51 была включена в состав 4-й дивизии подводных лодок. В 1924 году подлодка участвовала в зимних маневрах флота, проводившихся у берегов Панамы в Карибском море. После возвращения в Нью-Йорк регулярно совершала учебные походы около острова Блок и вдоль побережья Новой Англии.

## Авария
Вечером 25 сентября 1925 года подлодка шла в надводном положении, приближаясь к острову Блок с зажженными ходовыми  огнями. В 22:00 с мостика S-51 заметили приближавшееся судно. Дистанция была достаточной, и действовавшие правила предписывали подлодке в подобной ситуации сохранять прежний курс. На судне (это был пароход «Сити оф Роум» (англ. City of Rome)) также не видели причин для беспокойства — был виден только топовый огонь подлодки, и из-за небольшого силуэта подлодку приняли за буксир или небольшой рыболовный траулер.
Дистанция продолжала сокращаться, но пароход не менял курс. На S-51, осознав, что «Сити оф Роум» неизбежно заденет их левый борт, переложили руль вправо. Как раз в этот момент с парохода стали видны очертания подлодки, и он, резко изменив курс, протаранил левый борт подлодки под углом 40°. Через пробоину шириной в три четверти метра в аккумуляторном отсеке начала стремительно поступать вода, S-51 накренилась на правый борт и через несколько минут затонула на глубине 40 метров в точке 41°14′30″ с. ш. 71°16′16″ з. д..
Десять человек успели покинуть лодку, но те из них, кто находился на мостике не смогли долго держаться в холодной воде из-за отяжелевшей одежды. Шлюпка с парохода пришла к месту трагедии только через час, и к этому времени в живых осталось только трое подводников.

## Подъём

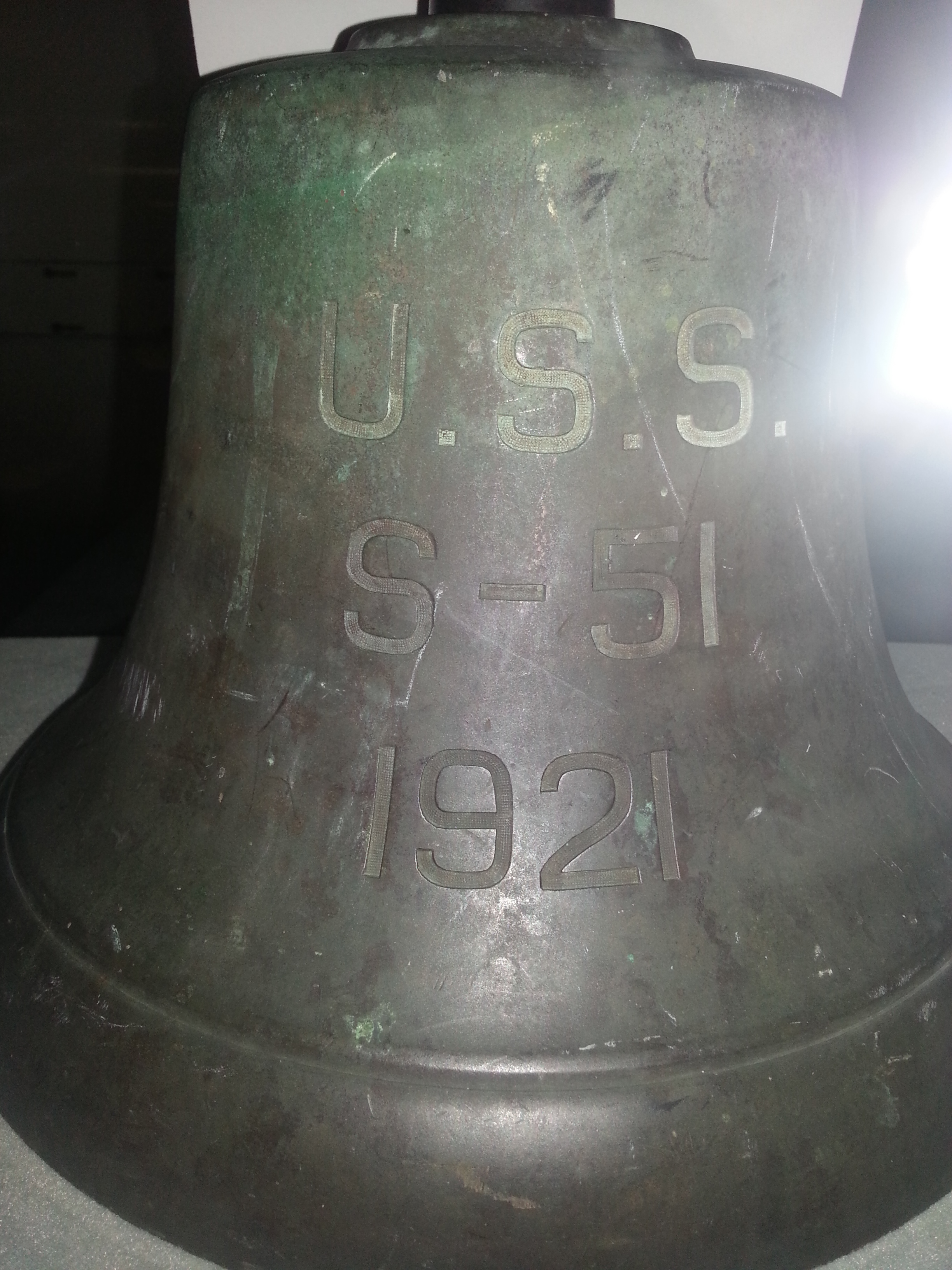
Колокол с подлодки S-51.

«Сити оф Роум» передал в эфир сообщение об аварии только через несколько часов. К месту происшествия направилось спасательное судно «Фалкон». В поиске принимали участие несколько других кораблей, подлодки S-50 и S-1.
S-51 быстро обнаружили по пузырям масла и воздуха на поверхности, но обследовавшие лежащую на дне лодку водолазы обнаружили, что надежд на спасение экипажа не осталось — все отсеки были затоплены.
Под давлением общественности командование ВМС было вынуждено отдать  приказ о подъёме S-51. Операцию возглавили сотрудники отдела спасательных работ капитаны Эрнест Кинг и Эдвард Эллсберг.
План подъёма заключался в использовании восьми погружаемых понтонов, соединённых тросами под корпусом подлодки. Понтоны обеспечивали подъёмную силу в 640 тонн, оставшуюся плавучесть необходимо было получить после герметизации и продувки неповреждённых отсеков лодки.
Операция по подъёму началась 14 октября 1925 года, но из-за многочисленных осложнений она растянулась до июля следующего года. Для заведения тросов под лодку водолазы проделали несколько туннелей при помощи подававшейся под высоким давлением воды. Много времени ушло на герметизацию воздухозаборного клапана, шахты выхода к орудию и люков, не рассчитанных на высокое давление изнутри корпуса.
Первая попытка подъёма состоялась 22 июня 1926 года. В условиях внезапно начавшегося шторма подлодка поднималась неравномерно. Трос, соединявший понтоны, удерживавшие кормовую часть лодки, соскользнул, и она снова погрузилась на дно. 5 июля была предпринята новая попытка, и она завершилась успешно. S-51 была отбуксирована в сухой док Нью-Йорка.
27 января 1930 года подлодка S-51 была исключена из списков флота и 23 июня продана на слом компании Borough Metal из Бруклина.